# Lima (villa)
Lima es una villa ubicada en el condado de Livingston en el estado estadounidense de Nueva York. En el año 2000 tenía una población de 2,459 habitantes y una densidad poblacional de 688 personas por km².

## Geografía
Lima se encuentra ubicada en las coordenadas 42°54′17″N 77°36′46″O / 42.90472, -77.61278.

## Demografía
Según la Oficina del Censo en 2000 los ingresos medios por hogar en la localidad eran de $41,646, y los ingresos medios por familia eran $52,102. Los hombres tenían unos ingresos medios de $29,966 frente a los $25,429 para las mujeres. La renta per cápita para la localidad era de $15,622. Alrededor del 3.4% de la población estaban por debajo del umbral de pobreza.